# Igea
Igea est une commune de la communauté autonome de La Rioja, en Espagne.

## Démographie
| 1900  | 1910  | 1920  | 1930  | 1940  | 1950  | 1960  | 1970  | 1981 |
| ----- | ----- | ----- | ----- | ----- | ----- | ----- | ----- | ---- |
| 1 737 | 1 552 | 1 572 | 1 557 | 1 540 | 1 594 | 1 520 | 1 264 | 975  |

| 1991 | 2001 | 2010 | - | - | - | - | - | - |
| ---- | ---- | ---- | - | - | - | - | - | - |
| 920  | 750  | 744  | - | - | - | - | - | - |

## Administration

### Conseil municipal
La ville d'Igea comptait 595 habitants aux élections municipales du 26 mai 2019. Son conseil municipal (en espagnol : Pleno del Ayuntamiento) se compose donc de sept élus.
| Parti | Parti                                    | Voix | %       | Élus  |
| ----- | ---------------------------------------- | ---- | ------- | ----- |
|       | Parti populaire (PP)                     | 262  | 65,66 % | 5 / 7 |
|       | Parti socialiste ouvrier espagnol (PSOE) | 120  | 30,08 % | 2 / 7 |
|       | Partido Riojano (PR+)                    | 17   | 4,26 %  | 0 / 7 |

### Liste des maires
| Mandat    | Maire | Maire                              | Parti |
| --------- | ----- | ---------------------------------- | ----- |
| 1979-1983 |       | Jesús Sanz Jiménez                 | CD    |
| 1983-1987 |       | Jesús Sanz Jiménez                 | AP    |
| 1987-1991 |       | Jesús Sanz Jiménez                 | AP    |
| 1991-1995 |       | Jesús Sanz Jiménez                 | PP    |
| 1995-1999 |       | Jesús Sanz Jiménez                 | PP    |
| 1999-2003 |       | Juan Saez-Benito Muñoz             | PP    |
| 2003-2007 |       | Juan Carlos Saez de Guinoa Jiménez | PP    |
| 2007-2011 |       | Sergio Álvarez Martínez            | PP    |
| 2011-2015 |       | Sergio Álvarez Martínez            | PP    |
| 2015-2019 |       | Sergio Álvarez Martínez            | PP    |
| 2019-2023 |       | Sergio Álvarez Martínez            | PP    |

## Personnalités liées à la commune
- Pedro Sanz (1953- ), homme politique.